# Ralph Vaughan Williams
Ralph Vaughan Williams ([reɪf vɔːn ˈwɪljəmz]) (Down Ampney, Gloucestershire, 12 oktober 1872 – Londen, 26 augustus 1958) was een Brits componist en dirigent.
Vaughan Williams wordt voornamelijk herinnerd als een sleutelfiguur in het Engels muzikaal nationalisme, hoewel die positie in twijfel getrokken wordt. Binnen de Engelse traditie wordt hij gezien als opvolger van zijn leraren en componisten Charles Hubert Parry en Charles Villiers Stanford en componisten van een generatie tevoren Edward Elgar en Frederick Delius, maar anderen plaatsen hem eveneens in een kosmopolitische traditie samen met Claude Debussy en Maurice Ravel. Ravel was in 1907-1908 een van Vaughan Williams' leraren tijdens een verblijf in Parijs. In het algemeen wordt Vaughan Williams beschouwd als een van Engelands belangrijkste componisten.

## Afkomst
Ralph Vaughan Williams was van Welshe en Engelse afkomst. Aan vaderszijde stamde hij uit een familie van advocaten, rechters en dominees. Zijn overgrootvader, John Williams (1757-1810), werd geboren in Carmarthen (Zuidwest-Wales) en werd opgeleid aan Jesus College en Wadham College aan de Universiteit van Oxford. Uiteindelijk werd hij advocaat (barrister) en serjeant-at-law (een ander type advocaat) bij het Court of Common Pleas in Londen. Tevens schreef hij over Engels gewoonterecht. Zijn zoon Edward Vaughan Williams (1797-1875) werd opgeleid aan Winchester College en Westminster School alvorens aan Trinity College aan de Universiteit van Cambridge te studeren. Ook hij begon aan een carrière in het Engelse recht en schopte het uiteindelijk tot Justice of the Common Pleas, een rechter aan het hooggerechtshof voor gewoonte- en civielrecht. Hij werd geridderd in 1847. Edward Vaughan Williams schijnt de eerste te zijn geweest die zijn tweede naam als eerste deel van zijn achternaam gebruikte. Een van zijn zonen, Roland Vaughan Williams, zou in 1897 een van Engelands opperrechters worden. Een andere zoon, Arthur Vaughan Williams (1834-1875), studeerde theologie in Oxford en werd in 1860 tot deken gewijd. Goede vrienden met historicus Herbert William Fisher (1826-1903) van Tanhurst ontmoette hij Margaret Wedgwood (1843-1937) van Leith Hill Place nabij Tanhurst en Dorking in Surrey. Zij was de dochter van Josiah Wedgwood III en Caroline Darwin. Zij trouwden in 1868 en kregen drie kinderen: Hervey (1869-1944), Meggie (1870-1931) en Ralph.

## Levensloop

### Vroege jeugd

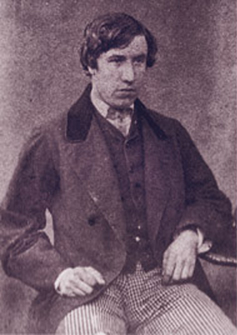
Arthur Vaughan Williams

Vaughan Williams bracht de eerste tweeënhalf jaar van zijn leven door in Down Ampney, Gloucestershire, waar zijn vader de dominee en schoolmeester was. Op 19 februari 1875 overleed Vaughan Williams' vader. Vervolgens verhuisde Margaret Vaughan Williams-Wedgwood met haar kinderen naar haar ouderlijk huis, Leith Hill Place, waar zij introk bij haar ouders en haar vrijgezelle zus, Sophy Wedgwood (1842-1911). Vaughan Williams leerde in de lente van 1876 lezen van zijn grootmoeder, Caroline Darwin, uit Cobwebs to Catch Flies (1837). De Wedgwoods behoorden tot de gegoede burgerij en überhaupt werden in Leith Hill Place veel romans, poëzie, geschiedenisboeken en biografieën gelezen, vaak hardop.
De eerste stappen op het muzikale pad zette Vaughan Williams met zijn tante Sophy, die hem piano leerde spelen uit A Child's Introduction to Thorough Bass (1819). Uit deze tijd stamt ook Vaughan Williams' allereerste muzikale creatie, The Robin's Nest (1878). Verder was zijn grootmoeder Caroline muzikaal en correspondeerde hij met de broer van zijn kindermeid, Sarah Wager, die organist was. In 1880 leerde Vaughan Williams meer over muziek uit John Stainers A Theory of Harmony (1871) en volgde hij een schriftelijke muziekcursus aan de Universiteit van Edinburgh. Het jaar ervoor had hij vioolles gehad en ontdekte hij zijn voorkeur voor strijkinstrumenten als viool en altviool in tegenstelling tot piano. Een andere interesse, architectuur, werd ontdekt in 1882 toen Vaughan Williams met zijn broer, zus en moeder naar Normandië reisde en voor de eerste maal Mont Saint-Michel aanschouwde. Hij verslond boeken over Normandische en gotische architectuur. (Vaughan Williams zou later zijn architectonische kennis combineren met zijn muzikaal talent. Bijvoorbeeld Fantasia on a Theme of Thomas Tallis (1910) werd geschreven met de gotische ruimte van de Kathedraal van Gloucester in gedachte.)

### Schooljaren
In 1883 volgde Ralph Vaughan Williams zijn broer Hervey naar Field House School in Rottingdean (Sussex). De school kende een vrij streng regime. Vaughan Williams herinnerde zich echter voornamelijk de muzikaliteit van de 'second master' (onderdirecteur) van de school, Billy Hewitt. Hij leerde spelen uit The Bach Album van Bertold Tours en kreeg vioolles van een Ier, Mr. Quirke, die hem de Cavatina van Joachim Raff leerde. Het was tevens Billy Hewitt die Vaughan Williams meenam naar Brighton voor een concert dat bestond uit Invitation à la Valse van Hector Berlioz en Carl Maria von Weber, de Eroica-symfonie van Ludwig van Beethoven en de prelude van Lohengrin en De Walkurenrit van Richard Wagner. Verder leerde Vaughan Williams wiskunde, Latijn en Grieks en een beetje Duits.
Na vier jaar aan Field House School ging Vaughan Williams vanaf januari 1887 naar Charterhouse School nabij Godalming, Surrey, ongeveer vijfentwintig kilometer ten zuidwesten van Dorking en Leith Hill Place. Charterhouse School was een kostschool. Hier was hij een tijdgenoot van de schrijver Max Beerbohm (1872-1956).

### Conservatorium en universiteit
Vanaf 1890 studeerde hij aan het Royal College of Music in Londen bij Hubert Parry en Charles Villiers Stanford. Daarna vervolgde hij zijn studies van 1892 tot 1895 bij Charles Wood aan het Trinity College van de Universiteit van Cambridge en in 1896 opnieuw in Londen, waar hij bevriend raakte met Gustav Holst. Verder studeerde hij 1897 bij Max Bruch in Berlijn. In 1908 was hij de laatste leerling van Maurice Ravel.
In 1897 trouwde Vaughan Williams met Adeline Fisher. Van 1896 tot 1899 werkte hij in Londen als organist. In 1903 begon hij met het verzamelen en publiceren van een collectie Britse liederen (Bushes and Briars, 1903). Verder ontwikkelde hij een liefde voor de Britse muziek van de Renaissance. Samen beïnvloedden zij zijn compositiestijl. 
In 1903 zette Vaughan Williams zes sonnetten uit Dante Gabriel Rossetti's sonnettencyclus 'The House of Life' op muziek. In 1905 werd hij muzikaal leider van het Leith Hill Musical Festival (tot 1953), in 1906 publiceerde hij een nieuw christelijke liedbundel, The English Hymnal.
In 1910 publiceerde hij zijn eerst groot werk, A Sea Symphony, een symfonie, maar feitelijk een grote cantate voor soli, koor en orkest op een tekst van Walt Whitman. In hetzelfde jaar werd ook zijn Fantasia on a Theme of Thomas Tallis gepubliceerd. In 1913 volgde de tweede symfonie A London Symphony. 
In de Eerste Wereldoorlog was hij als militair in Frankrijk. Deze jaren lieten een diepe indruk bij hem na en beïnvloedden vooral zijn derde symfonie, de Pastoral Symphony voor sopraan en orkest. In 1919 werd hij docent voor compositie aan het Royal College of Music in Londen (tot 1938). Hij dirigeerde ook de uitvoeringen van zijn eigen werken.
Zijn werken werden onderscheiden met talrijke prijzen. Zijn ballet Job uit 1930 naar het Bijbelse verhaal van Job, de vierde symfonie (1935) alsook de na de Tweede Wereldoorlog gecomponeerde vijfde en zesde symfonie maakten hem heel bekend. In Engeland en daarbuiten werd hij ook bekend door zijn muziek voor harmonieorkest of militaire kapel. Heel populair is zijn Fantasie op het Renaissance lied "Greensleeves" voor strijkorkest.
Voor de troonsbestijging van Koningin Elizabeth II schreef hij een arrangement van het koraal All people that on earth do dwell, een versie van Psalm 100 met de melodie The Old 100th als "offertorium". 
Met zijn opera's had hij niet zoveel succes en ook zijn oratorische opera The Pilgrim's Progress naar John Bunyan, waaraan hij meer dan veertig jaar gewerkt had, heeft hem weinig succes gebracht.

## Ralph Vaughan Williams en Nederland
Tegen de jaren twintig en dertig van de twintigste eeuw had Ralph Vaughan Williams zich in eigen land een sterke positie veroverd. In het buitenland buiten Nederland was hij eveneens vrij populair. De Franse componist Maurice Ravel was nog voor de Eerste Wereldoorlog zijn leermeester geweest en had gezegd: "Hij is de enige leerling die niet mijn muziek schrijft". De Finse componist Jean Sibelius bewonderde Vaughan Williams eveneens. In Nederland werd Vaughan Williams niet onverdeeld gunstig bekritiseerd. Integendeel, met name in de kolommen van de Nieuwe Rotterdamsche Courant (NRC) waren regelmatig vrij vlakke recensies te lezen.
Vaughan Williams' werken werden uitgevoerd door Nederlandse orkesten of door Britse ensembles die Nederland tijdens een toer of op uitnodiging bezochten. In oktober 1924 voerde het Concertgebouworkest te Amsterdam onder leiding van Pierre Monteux de Fantasia on a Theme by Thomas Tallis van Vaughan Williams uit. Op 20 oktober 1924 verscheen in de NRC een recensie van deze uitvoering. De anonieme recensent merkte op:

Met inachtneming der oude harmonieën heeft [Vaughan] Williams een stuk gecomponeerd dat zoowel om zijn vorm als van wege de fraaie behandeling van  het thema in bijzondere mate de aandacht trekt. (...) Het stuk, dat oorspronkelijk voor een uitvoering tijdens het Gloucester Festival in de hoofdkerk aldaar is geschreven, heeft de ware kathedraal-stemming verkregen en behouden.
— Nieuwe Rotterdamsche Courant, 20 oktober 1924.

Minder positief was een eveneens anonieme recensent over een uitvoering van A London Symphony (1914), ook onder Monteux, bijna een jaar later. De symfonie werd weggezet als "idyllische en vredig-opwekkende tafeleren"  en er werd gesteld dat: 

Zij die de kunstrichtingen van den moderne tijd ondergaande, in het stadsleven een openbaring van grootsche, maar meedoogenlooze schoonheid zien, zullen door “A London symphony” niet bevredigd zijn.
— Nieuwe Rotterdamsche Courant, 9 oktober 1925.

In dezelfde recensie werd Vaughan Williams een componist genoemd, die "wat compositietechniek en uitingswijze betreft nog geheel op de romantiek [steunt] (...) zijn vindingskracht is tamelijk kortademig en in passages van grote kracht kan men een gewaarwording van leegheid niet van zich afzetten."
Gedurende de jaren twintig en dertig werden ook nog andere werken van Ralph Vaughan Williams uitgevoerd, zoals zijn Mass in G Minor tijdens een Pontificale Hoogmis op 30 augustus 1928 te Utrecht. Datzelfde jaar bezocht de Huddersfield Choral Society Nederland waarbij in het Gebouw voor Kunsten en Wetenschappen te Den Haag naast The Dream of Gerontius van Edward Elgar ook A Sea Symphony van Vaughan Williams werd uitgevoerd. Een ander belangrijk werk, de opera Hugh the Drover, kreeg al in 1924 in de NRC een goede recensie onder de titel ‘De opera in Engeland’, maar werd blijkbaar niet in Nederland uitgevoerd. Opmerkelijk was de uitvoering van het Strijkkwartet in g-mineur voor leden van de Vereeniging voor Kamermuziek door het Engelse ensemble The Music Society String Quartet, dat bestond uit André Mangeot, Henry J. Berly, Boris Pecker en John Barbirolli. Vaughan Williams’ strijkkwartet, “niettegenstaande dit laatste een mooi, gevoelig werk is, dat, al is het ook niet ultra-modern, modern genoeg is om als een werk van deze tijd te kunnen gelden" en:

Het is goed voor de instrumenten geschreven: een pittig menssetto, interessant van rhythme, bevallig en melodieus, geeft een aparte bekoring aan het geheel. Het tweede gedeelte, romanze, is wat lan[g] uitgesponnen en het laatste, een rondo capricioso, is meer capriieus dan belangrijk, maar over het geheel genomen – het eerste gedeelte, allegro moderato, lijkt ons het beste – is dit kwartet toch het aanhooren ruimschoots waard.
— Nieuwe Rotterdamsche Courant, 9 maart 1926.

In 1930 had het Utrechtsch Stedelijk Orchest onder Evert Cornelis een uitvoering van A Pastoral Symphony (1922) op het programma staan. In 1932 werden door de Tudor Singers in Nederland onder meer composities van Vaughan Williams ten gehore gebracht.

## Afbeeldingen

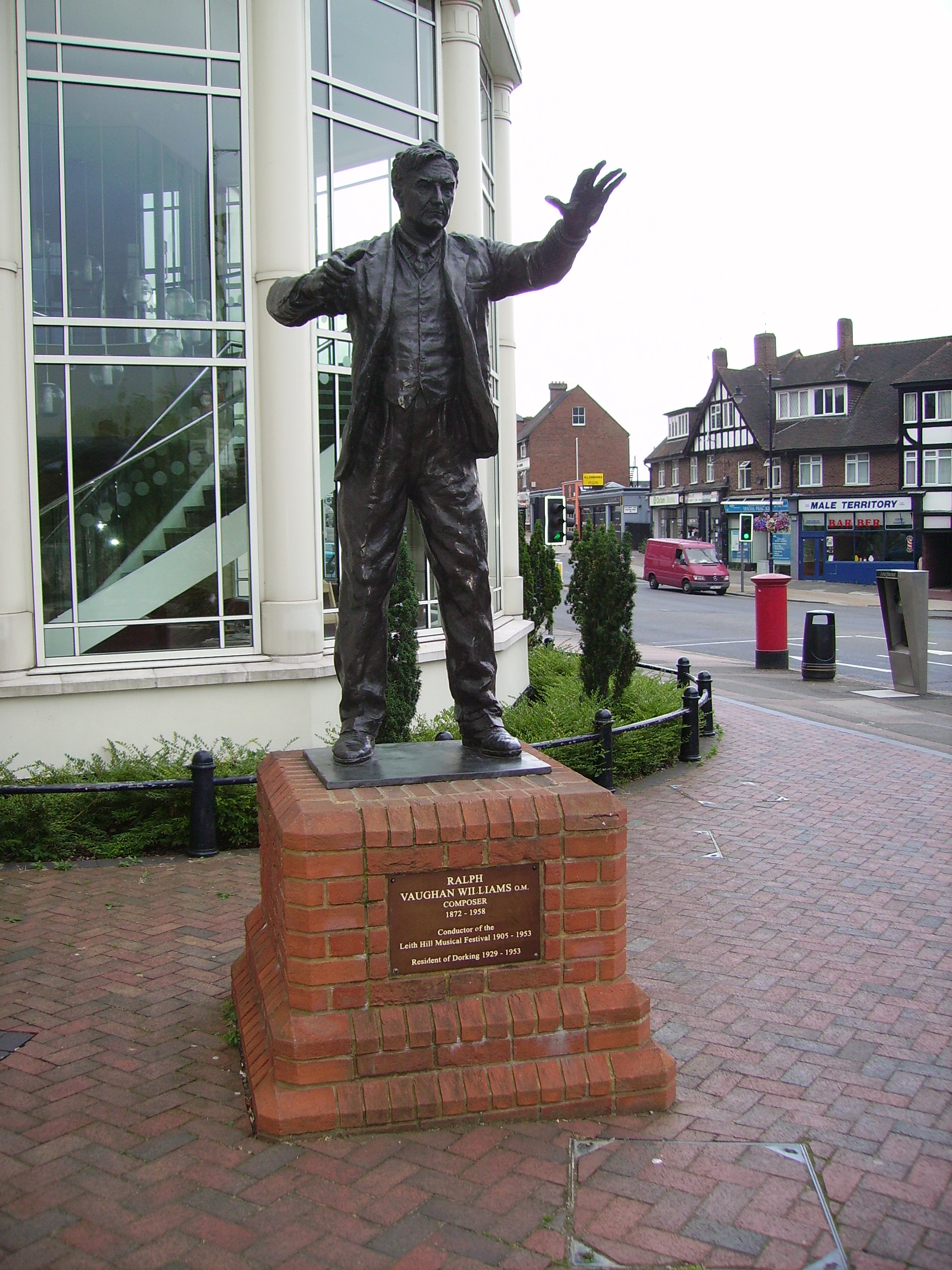
Standbeeld van Ralph Vaughan Williams in Dorking.
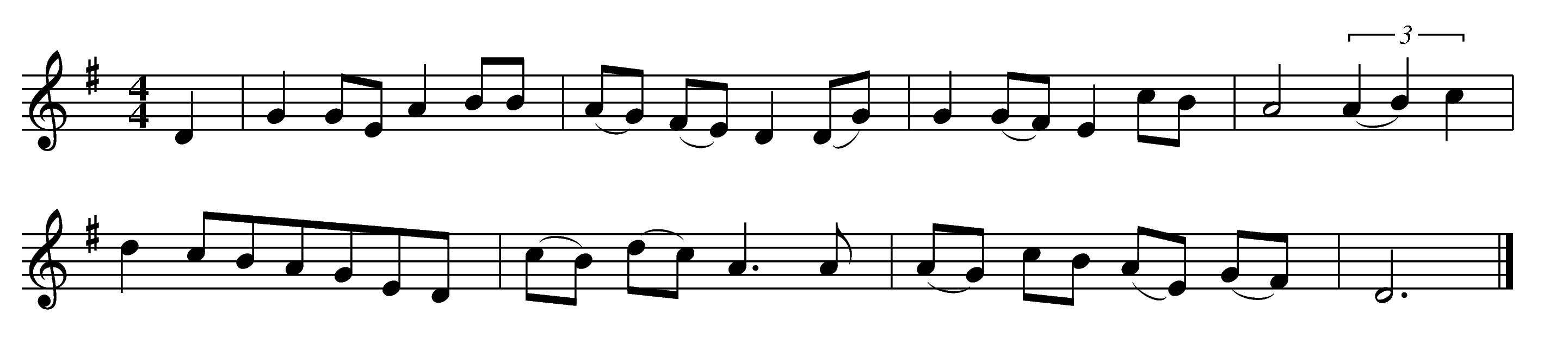
Transcriptie door Ralph Vaughan Williams uit 1908 van volksmuziek overgeleverd door orale traditie.

### Werken van Ralph Vaughan Williams
- National Music and Other Essays (Londen 1963).
- met A.L. Lloyd (red.), The Penguin Book of English Folk Songs (Harmondsworth 1959).
- Vaughan Williams on Music, red. David Manning (New York 2007).
- The Letters of Ralph Vaughan Williams 1895-1958, red. Hugh Cobbe (Oxford 2008).

### Werken over Ralph Vaughan Williams
- Alain Frogley (red.), Vaughan Williams Studies (Cambridge 1996).
- Donald J. Grout en Claude V. Palisca, "Engeland: Vaughan Williams", Geschiedenis van de Westerse muziek (Amsterdam 1994; editie 2008) 773-774.
- Lutz-Werner Hesse, Studien zum Schaffen des Komponisten Ralph Vaughan Williams (Regensburg 1983).
- Michael Jameson, Ralph Vaughan Williams. An Essential Guide to his Life and Works (Londen 1997).
- Michael Kennedy, The Works of Ralph Vaughan Williams (Londen 1964), ook in twee delen uitgegeven als:
  - idem, The Works of Ralph Vaughan Williams (Oxford 1980) − de kritische en biografische tekst van voornoemd en gelijknamig werk, maar zonder de lange appendices met chronologische lijst van werken en geluidsopnamen.
  - idem, Catalogue of the Works of Ralph Vaughan Williams (Oxford 1996) − verscheen eerder als Appendix I in The Works of Ralph Vaughan Williams (Londen 1964).
- Wilfrid Mellers, Vaughan Williams and the Vision of Albion (Londen 1989).
- Ursula Vaughan Williams, R. V. W.: A Biography of Ralph Vaughan Williams (Londen 1964).

#### Interviews
- The Glory of the English Hymn — Interview van 10 juli 1956 met de BBC Home Service

#### Officiële websites
- The RVW Society
- The RVW Trust — The RVW Trust werd opgericht in 1956 door Ralph Vaughan Williams ter ondersteuning van Britse componisten.